# Эльфрик Грамматик
Эльфрик, по прозванию Грамматик (др.-англ. Ælfrīc, род. 955 г. — ум. 1020 г.) — англосаксонский монах-бенедиктинец и один из крупнейших учёных-агиографов Англии донормандского периода.

## Биография
Эльфрик воспитывался и получил образование под руководством аббата Этельвольда в монастыре Уинтон. В 971 году он становится монахом в бенедиктинском монастыре Эбингдона в Оксфордшире. В 987 году Эльфрик был отправлен епископом Винчесетра Эльфнахом в Корнеллский монастырь (Cerne) для обучения монахов. Здесь он пишет два сборника гомилий — в первом, состоявшем из 40 проповедей, речь шла о главных событиях христианства, во втором — о сути христианской доктрины, об учении о евхаристии и истории христианства. После создания этих двух сборников учёный пишет три пособия для студентов, изучающих латинский язык — грамматику (Grammar), словарь (Glossary) и произношение (Colloquy). В 996—997 годах Эльфрик Грамматик пишет третий сборник гомилий — «Жития святых» (the Lives of the Saints). В 1006 году он становится первым аббатом в новом, Эйнсхэмском монастыре. Здесь он создаёт свои «Письма к монахам Эйсхэма» (Letter to the Monks of Eynsham). Скончался в возрасте 65 лет, в 1020 году.
Эльфрик Грамматик ещё в XIX столетии рассматривался как один из отцов англосаксонской литературы и письменности. В 1842 году в Великобритании в его честь было основано Общество Эльфрика (Aelfric Society).

## Сочинения
- Exameron Anglice or The old English Hexameron. Ed. with an introd., a collation of all the manuscripts, a modern English transl., parallel passages from the other works of Aelfric and notes on the sources by S. J. Crawford. 2., unveränd. Aufl., Reprograf. Nachdr. d. 1. Aufl. Hamburg 1921, Darmstadt: Wissenschaftliche Buchgesellschaft 1968